# جایزه بوکر روسی
جایزه بوکر روسی یک جایزه ادبی روسی بود که از جایزه ادبی من بوکر الگوبرداری و از سال ۱۹۹۲ تا ۲۰۱۷ اعطا شد. این جایزه توسط مایکل هریس کاین افتتاح شد. این جایزه هر سال به بهترین اثر ادبیات داستانی که به زبان روسی نوشته شده بود، بدون توجه به تابعیت نویسنده، توسط هیئت داوران اهدا می‌شد. این جایزه اولین جایزه ادبی غیردولتی روسی از زمان انقلاب ۱۹۱۷ این کشور بود.
در سال ۲۰۱۹ پایان اعطای این جایزه به صورت رسمی اعلام شد.

## فهرست برندگان جایزه بوکر روسی
| سال  | نویسنده                                                    | نام اثر |
| ---- | ---------------------------------------------------------- | --- |
| ۱۹۹۲ |                                                            | |
| ۱۹۹۳ |                                                            | |
| ۱۹۹۴ |                                                            | |
| ۱۹۹۵ |                                                            | |
| ۱۹۹۶ |                                                            | |
| ۱۹۹۷ |                                                            | |
| ۱۹۹۸ |                                                            | |
| ۱۹۹۹ |                                                            | |
| ۲۰۰۰ |                                                            | |
| ۲۰۰۱ | لیودمیلا اولیتسکایا (به روسی: Улицкая, Людмила Евгеньевна) | قضیه کوکوتسکی (به روسی: Казус Кукоцкого)                                                                                |
| ۲۰۰۲ | اولگ پاولوف (به روسی: Олег Павлов)                         | آیین مراسم تشییع جنازه در کاراگاندا یا داستان دوران اخیر (به روسی: Карагандинские девятины, или Повесть последних дней) |
| ۲۰۰۳ | روبن گالگو (به روسی: Гальего, Рубен)                       | سفید بالای سیاه (به روسی: Белое на чёрном)                                                                              |
| ۲۰۰۴ |                                                            | |
| ۲۰۰۵ |                                                            | |
| ۲۰۰۶ | ۲۰۱۷ (به روسی: 2017)                                       | اولگا اسلاونیکوا (به روسی: Ольга Славникова)                                                                            |
| ۲۰۰۷ |                                                            | |
| ۲۰۰۸ |                                                            | |
| ۲۰۰۹ | یلنا تیشووا (به روسی: Елена Чижова)                        | زمان زنان (به روسی: Время женщин)                                                                                       |
| ۲۰۱۰ | النا کالیادینا (به روسی: Елена Колядина)                   | صلیبی از گل (به روسی: Цветочный крест)                                                                                  |
| ۲۰۱۱ | آلکساندر چوداکوف (به روسی: Александр Чудаков)              | مه تا بالای پله‌ها پایین آمده است (به روسی: Ложится мгла на старые ступени)                                              |
| ۲۰۱۲ | آندری دیمیتریف (به روسی: Андрей Дмитриев)                  | روستایی و نوجوان (به روسی: Крестьянин и тинейджер)                                                                      |
| ۲۰۱۳ | آندری ولوس (به روسی: Андрей Волос)                         | بازگشت به پنج‌رود (به روسی: Возвращение в Панджруд)                                                                      |
| ۲۰۱۴ | ولادیمیر شاروف (به روسی: Владимир Шаров)                   | بازگشت به مصر (به روسی: Возвращение в Египет)                                                                           |
| ۲۰۱۵ |                                                            | |
| ۲۰۱۶ |                                                            | |
| ۲۰۱۷ |                                                            | |